# Caithness

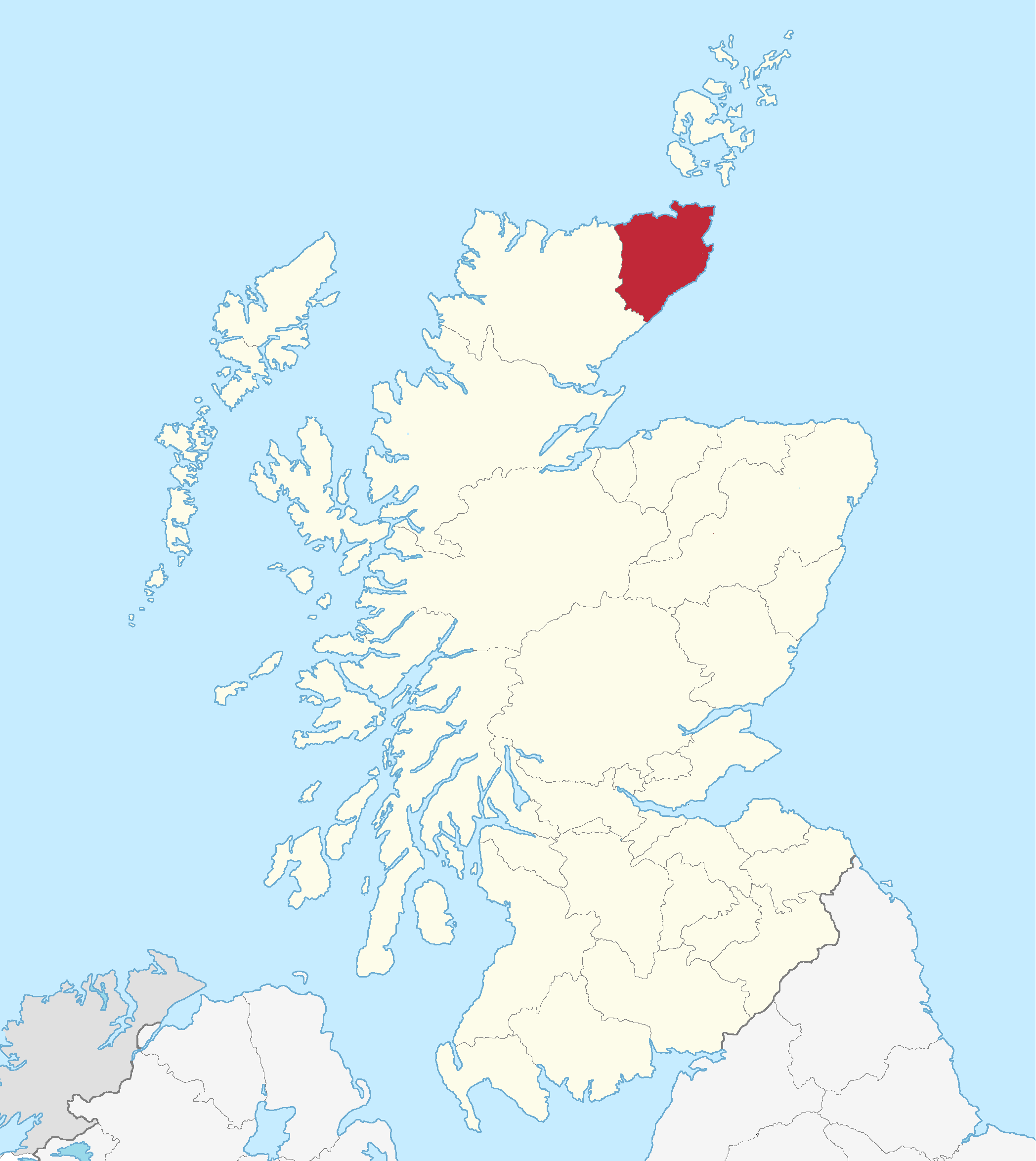
Caithness läge i Skottland

Caithness flagga

Caithness (ibland Katanäs på svenska) är ett område på det skotska fastlandets nordostspets, med ytan 1 844 km². Det var ett grevskap fram till 1975, då det blev ett ståthållarskap och distrikt i regionen Highland. 1996 omvandlades distriktet till en committee area (ungefär kommundel) i Highland. Kusterna är oftast höga och branta; den norra delen av landet är en av sumpmarker uppfylld slätt. Huvudnäringen har traditionellt varit fiske, mest sillfiske. Många fornlämningar finns från danskarnas och norrmännens välde. Huvudort är Wick. Bryggeriet Far North Brewery ligger i Caithness.